# Frederica Darema
Frederica Darema (Grecia) es una física griega-estadounidense. Propuso el modelo de programación SPMD en 1984 y los Sistemas de aplicación de datos dinámicos (DDDAS) en el 2000.  Fue elegida becaria IEEE en el 2004. 

## Biografía
Darema recibió su licenciatura de la Facultad de Física y Matemáticas de la Universidad de Atenas - Grecia, y maestría y doctorado en Física Nuclear Teórica del Instituto de Tecnología de Illinois y la Universidad de California en Davis, respectivamente, donde asistió como Fulbright Scholar y como Distinguished Scholar.
Después de ocupar un puesto de investigadora en física en la Universidad de Pittsburgh y en el Laboratorio Nacional de Brookhaven, recibió una beca industrial APS y se convirtió en miembro del personal técnico en el Departamento de Ciencias Nucleares en Schlumberger Doll Research.  Posteriormente, en 1982, se unió al Centro de Investigación IBM Thomas J. Watson como miembro del personal de investigación en el Departamento de Ciencias de la Computación y más tarde estableció y se convirtió en gerente de un grupo de investigación en IBM Research sobre aplicaciones paralelas.
La Dra. Darema ha estado en la National Science Foundation desde 1994, donde ha administrado los programas New Generation Software y Dynamic Data Driven Application Systems.  Durante 1996-1998, completó una asignación de dos años en DARPA.  Ahora está en la Oficina de Investigación Científica de la Fuerza Aérea.